# نادي أبو قير للأسمدة
نادي أبو قير للاسمدة هو نادي مصري لكرة القدم مقره في الإسكندرية ، مصر . يلعب أبو قير حاليًا في المجموعة الثانية من المجموعة المصرية ج. في موسم 2010-11 ، احتلوا المركز الرابع في المجموعة الثالثة.

## الفريق الحالي
|  |  |  |

## مدربين
- صلاح الناهي ( 1 يوليو 2007 - 14 مايو 2010 )
- أحمد الكأس ( 28 مايو 2010 -)